# Obliques d’omission
Cette page contient des caractères spéciaux ou non latins. S’ils s’affichent mal (▯, ?, etc.), consultez la page d’aide Unicode.
Pour les articles homonymes, voir crochet.
Les obliques d’omission sont des signes de ponctuation utilisés en paléographie pour une partie de texte omise, une partie de texte écrite au-dessus de la ligne ou en marge.